# Esther devant Assuérus
Esther devant Assuérus est un tableau réalisé par le peintre français Nicolas Poussin au milieu des années 1650. Cette huile sur toile est une peinture religieuse qui illustre un passage du Livre d'Esther, dans l'Ancien Testament. Esther y est figurée victime d'un évanouissement alors qu'elle paraît devant Assuérus trônant. Autrefois partie des collections de Catherine II, l'œuvre est entrée au musée de l'Ermitage, à Saint-Pétersbourg, en Russie, entre 1763 et 1770.